# Kateryna Burmistrova
Kateryna Burmistrowa est une lutteuse ukrainienne née le 20 novembre 1979 à Sumy.

## Palmarès

### Championnats du monde
- Médaille de bronze en lutte libre dans la catégorie des moins de 67 kg en 2008
- Médaille d'or en lutte libre dans la catégorie des moins de 67 kg en 2002

### Championnats d'Europe
- Médaille de bronze en catégorie des moins de 72 kg en 2014
- Médaille de bronze en catégorie des moins de 72 kg en 2013 à Tbilissi
- Médaille d'or en lutte libre dans la catégorie des moins de 72 kg en 2011
- Médaille d'argent en lutte libre dans la catégorie des moins de 67 kg en 2010
- Médaille d'or en lutte libre dans la catégorie des moins de 67 kg en 2009
- Médaille d'argent en lutte libre dans la catégorie des moins de 67 kg en 2007
- Médaille d'or en lutte libre dans la catégorie des moins de 67 kg en 2005
- Médaille d'or en lutte libre dans la catégorie des moins de 67 kg en 2004